# Denis Pingaud
Pour les articles homonymes, voir Pingaud.
Denis Pingaud est un conseiller en communication français. Il préside le cabinet Balises, conseil aux dirigeants en stratégie, opinion et communication.

## Biographie
Denis Pingaud est le fils de Bernard Pingaud.

### Formation
Denis Pingaud est diplômé de l'Institut d'études politiques de Paris (section Service public, promotion 1973) et certifié de sciences économiques. Il a été reçu au concours de l'École nationale d'administration en 1991 mais a démissionné en cours d'études.

### Engagement politique
Il participe durant Mai 68, à 14 ans, à l'occupation du lycée Louis-le-Grand.
Militant à la Ligue communiste révolutionnaire, il devient membre du bureau politique de l'organisation et collabore à Rouge. Alors connu sous le pseudonyme de « Séraphin »,,, il vit alors en phalanstère avec plusieurs personnes, dont Sophie Bouchet-Petersen, en région parisienne. Il donne sa démission en 1979.
Dans les années 1980, il rejoint le Parti socialiste.

### Carrière professionnelle
Il commence comme journaliste au Matin de Paris, dont il devient chef du service social, avant de passer au cabinet de Laurent Fabius, alors Premier ministre (1984-1986) comme chargé de mission à la communication.
En 1986, il crée sa propre agence de communication, Staff, qu'il revend en 1997. En 1998, il devient directeur du développement et de la communication de Médecins sans frontières, puis rejoint l'agence BBDO Corporate, en 2001, comme directeur associé.
En 2003, il est nommé directeur du planning stratégique de McCann Paris, avent d'intégrer Euro RSCG C&O, où il occupe la même fonction jusqu'en 2008.
Lors de la campagne pour l'élection présidentielle de 2007, il conseille José Bové, rencontré huit ans auparavant.
En juin 2008, il devient vice-président exécutif d'Opinion Way et directeur général de sa filiale Ballester. Il participe au comité de préfiguration de l'École de la communication de l'Institut d'études politiques de Paris, où il enseigne la communication politique à partir de 2008.
En 2011, il crée son propre cabinet en communication, Balises.
En 2015, il gère la communication de crise de Mathieu Gallet, président de Radio France. Après une polémique médiatique sur le montant de ses émoluments, l'enquête de l'Inspection générale des finances ne conteste pas son contrat. Précédemment, le contrat passé entre l'INA, alors dirigé par Mathieu Gallet, et Balises pour un montant de 130 000 € entre janvier 2012 et juin 2014, en contravention avec certaines règles des marchés publics, entraîne une procédure judiciaire qui le met hors de cause mais aboutit à la condamnation de Mathieu Gallet, le 15 janvier 2018, pour « favoritisme ». Saisie par ce dernier, la Cour d'appel n'a pas encore rendu son jugement.
En juillet 2017, il s'associe avec Roman Abreu et Gaspard Gantzer pour créer l'agence de communication 2017 spécialisée dans le conseil d'entreprise. Il reprend son indépendance fin 2018 après que Gaspard Gantzer s'est engagé publiquement dans la campagne électorale pour la mairie de Paris.

## Publications
- Avec Jean-Gabriel Fredet, Les Patrons face à la gauche, Paris, Ramsay, coll. « L'Épreuve des faits », 1982, 430 p. (ISBN 2-85956-308-3).
- La Gauche de la gauche, Paris, Le Seuil, coll. « Contre-enquête », 2000, 153 p. (ISBN 2-02-038071-4).
- L'Impossible défaite, Paris, Le Seuil, coll. « L'Épreuve des faits », 2002, 196 p. (ISBN 2-02-055670-7).
- La Longue Marche de José Bové, Paris, Le Seuil, coll. « L'Épreuve des faits », 2002, 248 p. (ISBN 2-02-040963-1).
- Les Taupes et les Éléphants : l'extrême gauche veut-elle faire perdre la gauche ?, Paris, Hachette Littératures, 2004, 171 p. (ISBN 2-01-235735-0).
- L'Effet Besancenot, Paris, Le Seuil, 2008, 152 p. (ISBN 978-2-02-098639-7).
- Europe Écologie : électorat volage, électorat stratège, Paris, Fondation Jean-Jaurès, coll. « Les Essais » (no 11), 2010, 82 p. (ISBN 978-2-36244-010-6).
- Secrets de sondages, Paris, Le Seuil, 2011, 133 p. (ISBN 978-2-02-105617-4).
- L'Homme sans com., Paris, Le Seuil, 2013, 219 p. (ISBN 978-2-02-113670-8).
- Sortir de l'impasse. Le temps de la social-écologie, Paris, Éditions des Petits matins, 2024 (ISBN 978-2-36383-411-9).